# リオアチャ
リオアチャ（西: Riohacha、「斧の川」の意）は、コロンビアのカリブ地域北部ラ・グアヒーラ県に位置する都市、自治体。リオ・アチャ（Río Hacha）、リオ・デ・ラ・アチャ（Río de la Hacha）とも表記され、先住民のワユー族からはシュチーマ（Süchiimma）と呼ばれる。
カリブ海に注ぐランチェリア川の河口部に築かれたラ・グアヒーラ県の県都で、住民はワユー族などの先住民系が多数を占める。植民地時代には真珠を輸出する要港があったため、近年でも県の文化の中心地として栄えている。このことについてはガブリエル・ガルシア＝マルケスの小説「百年の孤独」や「予告された殺人の記録」にも記述がある。

## 地理
自治体としてのリオアチャは県の南西部に位置し、西をディブラ、北をマナウレ、東をマイカオとアルバニア、南東をアトヌエボ、バランカス、ディストラシオン、フォンセカ、南をサン・フアン・デル・セサールの各自治体と接する。

## 歴史

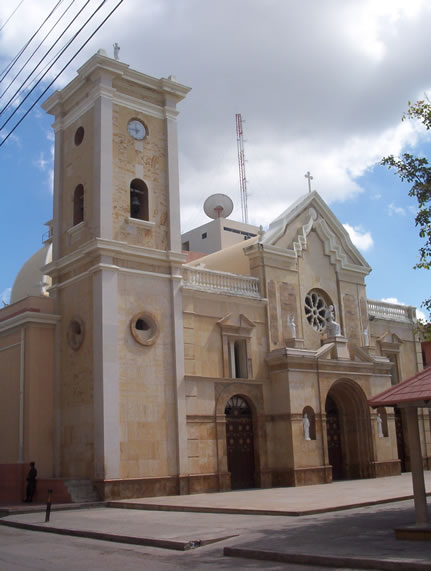
リオアチャ大聖堂

この地域一帯では古くからアラワク族の一部族、ワユー族が住みついていた。1498年にスペイン人水夫のアロンソ・デ・オヘダが陸地を「発見」後、少し経って探検家のフアン・デ・ラ・コサが現在のラ・ベラ岬（帆の岬 の意）に上陸した。1535年にはドイツ人探検家のニコラウス・フェデルマンがヌエストラ・セノーラ・サンタ・マリア・デ・ロス・レメディオス・デル・カボ・デ・ラ・ベラ（ラ・ベラ岬の救済の聖母メアリー）という街を築いた。
やがてスペイン人がこの地で大量の真珠を発見すると、常に海賊に狙われるようになった。街が海賊によって荒らされると、市は街をまるごとランチェリア川の河口に移転し、海賊を混乱させた。次の襲撃に備えて街を再建することもできた。新しい街はヌエストラ・セノーラ・デ・ロス・レメディオス・デル・リオ・デ・ラ・アチャ（斧の川の救済の聖母）と名付けられた。「斧の川」というのは、この地域に斧に関する言い伝えがあったことに因む。市街地は着々と拡大されたが、すぐにまた海賊に狙われるようになった。1596年にはイギリス人海賊のフランシス・ドレークによってまたも襲撃され、金や真珠が略奪された。
コロンビアやベネズエラがスペインから独立するころ、リオアチャ港には独立を勝ち取るため多数の艦船が停泊し、住民の多くも革命海軍に所属していた。革命の英雄と言われているホセ・プルデンシオ・パディラ提督もリオアチャの出身である。
18世紀にはサンタ・マルタ州の一部としてニュー・グラナダ副王領に組み込まれた。
1954年にリオアチャ市は自治体にもなり、1964年に新しくラ・グアヒーラ県が設立されると県都になった。

## 文化
毎年6月29日から7月1日にかけてはディビディビ国家祭が開催され、最終日にはラ・グアヒーラ県の設立を祝う。

## 交通
アルミランテ・パディラ空港があり、首都ボゴタやバリェドゥパル、アルバとの間で定期便が就航している。